# Паунова кокетка
Lophornis pavoninus е вид птица от семейство Колиброви (Trochilidae).

## Разпространение
Видът е разпространен в Бразилия, Венецуела и Гвиана.